# Los Cabos United
Los Cabos United ist ein mexikanischer Fußballverein aus dem Municipio Los Cabos, Baja California Sur, der seine Heimspiele in der Unidad Deportiva »Don Koll« von Cabo San Lucas austrägt.

## Geschichte
Der Verein stieg zur Saison 2022/23 in die Serie A der drittklassigen Liga Premier ein und startete am 27. August 2022 mit einem 2:1-Heimsieg gegen die Halcones de Zapopan. Auch das erste Auswärtsspiel eine Woche später bei der zweiten Mannschaft der Cimarrones de Sonora wurde (mit 3:1) gewonnen.
In seiner zweiten Saison 2023/24 qualifizierte der Verein sich – unter anderem durch einen Halbfinalsieg über den langjährigen Zweitligisten Alacranes de Durango – für die Finalspiele gegen den früheren Erstligisten Tampico-Madero FC, die mit 0:3 und 1:1 verloren wurden.

## Erfolge
- Vizemeister der Liga Premier Serie A: 2023/24